# 托尼·拉根
托尼·拉根（1982年1月21日—），昵称Toni，泰法越混血的泰国男演员兼模特的他也是一名发型师。毕业于墨尔本皇家理工大学。代表作有《阿侬的新娘》、《是真爱还是困惑》、《极限S：滑板篇》。妻子为泰国女歌手兼演员泽纶娅·秀利隆坤泽坤（Kaew）。母亲班仁·拉根同为歌手兼演员。